# Robin des Bois cow-boy
Robin des Bois cow-boy (Red River Robin Hood) est un western américain réalisé par Lesley Selander, sorti en 1942.

## Fiche technique
- Titre français : Robin des Bois cow-boy[1]
- Titre original : Red River Robin Hood
- Réalisation : Lesley Selander
- Scénario :
- Musique :
- Photographie :
- Montage :
- Société de production :
- Pays : États-Unis
- Genre : western
- Durée : 57 minutes
- Date de sortie : 
  - États-Unis : 6 novembre 1942
  - France : 6 décembre 1946

## Distribution
- Tim Holt : Jim Carey
- Cliff Edwards : Ike
- Barbara Moffett : Carol Sterling
- Eddie Dew : Scott Yager
- Otto Hoffman : Sam Sterling
- Russell Wade : Chet Andrews
- Tom London : Sheriff Del Auston
- Earle Hodgins : Deputy Pete
- Malcolm 'Bud' McTaggart : Henchman Denver
- Reed Howes : Henchman Buck Owens
- Kenne Duncan : Henchman Ed Rance